# Le Cambout
Le Cambout era una comuna francesa que estaba situada en el departamento de Costas de Armor, de la región de Bretaña, que el 1 de enero de 2025 pasó a formar parte de la comuna nueva de Plumieux como comuna delegada.

## Historia
Fue creada en 1866 por segregación de terrenos pertenecientes a la comuna de Plumieux.

## Demografía
| Gráfica de evolución demográfica de Le Cambout entre 1872 y 2022 |
|                                                                  |

Los datos demográficos contemplados en este gráfico de la comuna de Le Cambout se han cogido de 1800 a 1999 de la página francesa EHESS/Cassini, y los demás datos de la página del INSEE.